# Édouard Drouot
Pour les articles homonymes, voir Drouot (homonymie).
Édouard Drouot est un sculpteur français né à Sommevoire (Haute-Marne) le 3 avril 1859 et mort à Paris le 22 mai 1945.

## Biographie
Élève d'Émile Thomas et de Mathurin Moreau aux Beaux-Arts de Paris, sociétaire du Salon des artistes français, Édouard Drouot y présente en 1929 un groupe en plâtre, Le Crépuscule et y obtient une mention honorable en 1889 et une médaille de 3e classe en 1892. Il est aussi récompensé d'une mention honorable à l'Exposition universelle de 1900.
Il est connu pour ses sculptures en bronze et en marbre de scènes allégoriques et mythologiques qui se caractérisent par un sens du mouvement et une touche expressive.

## Œuvres

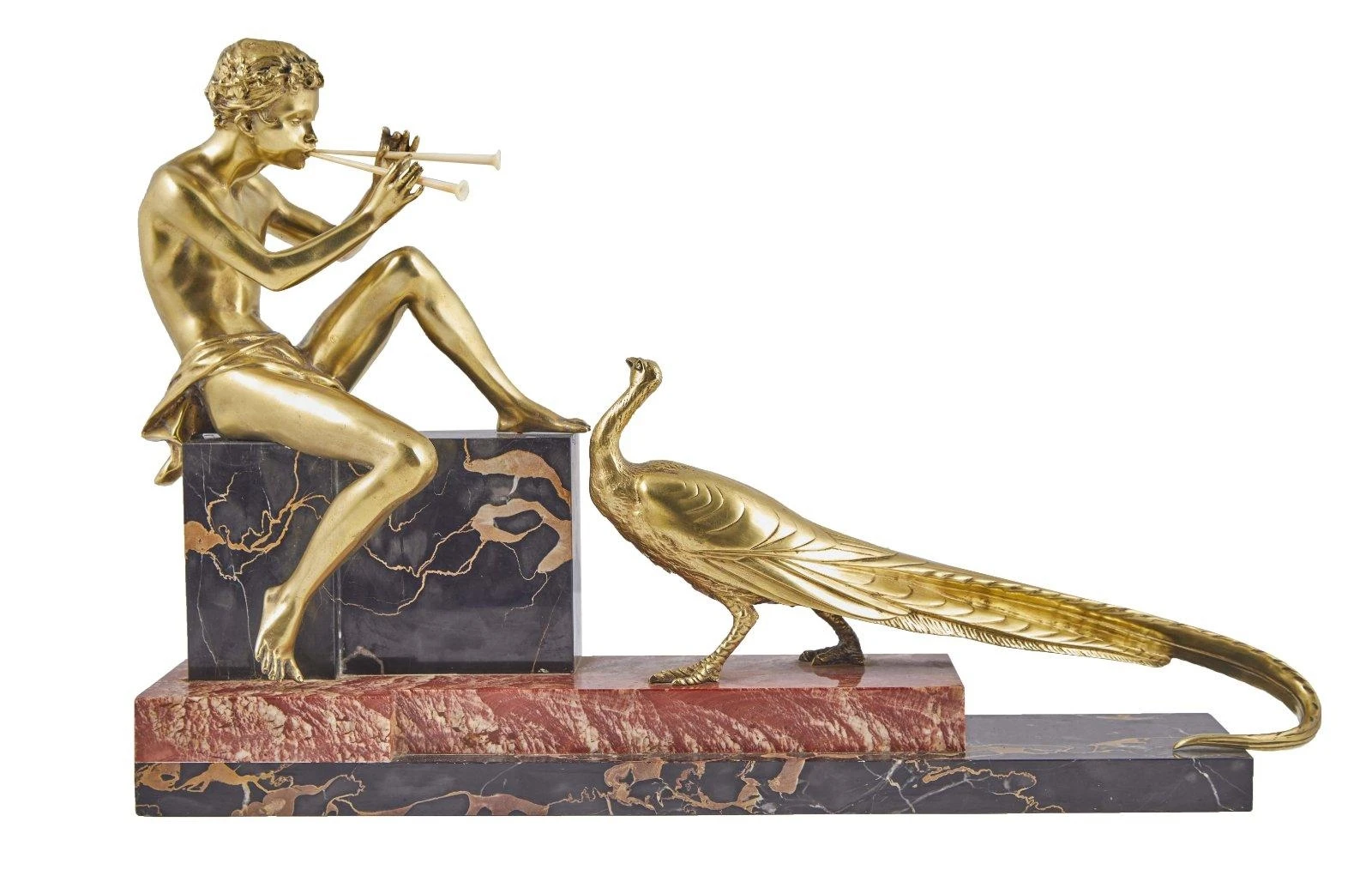
Faune à la double flûte au paon, bronze, marbre et ivoire, localisation inconnue.

- Bloomington, musée d'Art de l'université de l'Indiana : Femme donnant des ailes à un captif, bronze[2].
- Châtillon-sur-Marne, prieuré de Binson : Chemin de croix champêtre, 1893, 14 stations, fondu à Sermaize-les-Bains (Marne) chez Denonvilliers.
- Clermont-Ferrand, musée d'art Roger-Quilliot : Vercingétorix, vers 1890, bronze.
- Reims, musée des Beaux-Arts : Jeanne d'Arc écoutant ses voix, vers 1900, bronze.
- Vichy, Centre hospitalier : La République protégeant l'Enfance et la Vieillesse, 1901, bronze.
- Localisation inconnue : Faune à la double flûte au paon, vers 1900, groupe en bronze ciselé, marbre et ivoire[3].